# Antonio Cardarelli
Antonio Cardarelli (29 de março de 1831, Civitanova del Sannio - 8 de janeiro de 1927) foi um médico italiano lembrado por descrever o sinal de Cardarelli.

## Biografia
Antonio Cardarelli estudou no Collegio Medico di San Aniello da Universidade de Nápoles, graduando-se com um doutoramento em 1853. Trabalhou no Ospedale degli Incurabili, tornando-se professor de patologia médica em 1890 e depois professor de clínica médica. O Ospedale Antonio Cardarelli e a Via Antonio Cardarelli em Nápoles também levam o seu nome.